# Waldsee (Pfalz)
Waldsee este o comună din landul Renania-Palatinat, Germania.